# Mike Rowland
Mike Rowland (Londra, 1958) è un compositore e musicista inglese di musica new age.

## Biografia
Iniziò a suonare il pianoforte e l'organo presso la Albert Hall and St. Paul's Cathedral. Cominciò poi a comporre i primi brani al pianoforte.
Un giorno mentre camminava in una foresta sentì una melodia che rimase nella sua mente. Appena tornato a casa la suonò e la registrò su nastro. Dopo le necessarie aggiunte con il sintetizzatore realizzò il primo suo lavoro Fairy Ring che distribuì a propri amici ed alcuni negozi.
L'album divenne con il tempo uno dei più importanti pubblicati in ambito new age. Shirley MacLaine utilizzò come colonna sonra per il suo video Inner Workout.
A L'Aja durante uno dei rari concerti da lui tenuti firmo per la Oreade Music assicuradogli quindi la distribuzione a livello mondiale dei suoi lavori.
L'autore rimase sempre legato al suo stile anche nei successivi album. Tra le sue collaborazioni importante è quella con il compositore tedesco Aeoliah che ha portato alla pubblicazione di due album a quattro mani, The Reiki Effect e The Reiki Effect II.

## Discografia

### Album
- 1982 - The Fairy Ring - (Narada)
- 1982 - The Fairy Ring: Piano Version - (Oreade Music)
- 1983 - Solace - (Antiquity)
- 1985 - Silver Wings - (Narada)
- 1988 - Titania - The Fairy Queen - (Antiquity)
- 1990 - The Brighter Side - (Oreade Music)
- 1990 - Pisces - (Oreade Music)
- 1993 - And So to Dream - (New World Music)
- 1994 - Vissen - (Oreade Music, riedito nel 1999 come Lady of the Lake)
- 1995 - Silver Wings Suite - (Oreade Music)
- 1996 - Mystic Angel - (New World Records)
- 1996 - Within the Light - (Oreade Music)
- 1996 - The Salvador Concert album review - (Oreade Music)
- 1997 - Mike Rowland: The Fairy Ring Suite - (Bluestar Comm. / Oreade Music)
- 1998 - Angel Delight - (Oreade Music)
- 1999 - My Elfin Friends - (Oreade Music)
- 2000 - The Reiki Effect, Vol. 1 - con Aeoliah (Oreade Music)
- 2000 - Symphony of Light - (Oreade Music)
- 2001 - Land of Hopes and Dreams - (Oreade Music)
- 2002 - Dolphin Music for the Inner Child - (Oreade Music)
- 2002 - Arc-En-Ciel: The Healing - (Oreade Music)
- 2002 - The Reiki Effect, Vol. 2 - con Aeoliah (Oreade Music)
- 2005 - Dreams of Fairies and Angels - (Oreade Music)